# Resolución 771 del Consejo de Seguridad de las Naciones Unidas
La resolución 771 del Consejo de Seguridad de las Naciones Unidas adoptada por unanimidad el 4 de junio de 1993, después de reafirmar las resoluciones  713 (1991), 721 (1991), 724 (1991), 727 (1992), 740 (1992), 743 (1992), 749 (1992), 752 (1992), 757 (1992), 758 (1992), 760 (1992), 761 (1992), 762 (1992), 764 (1992), 769 (1992) y 770 (1992), el Consejo expresó preocupación y criticó las amplias violaciones del derecho internacional humanitario en el territorio de Yugoslavia, particularmente en Bosnia y Herzegovina.
La resolución citó casos de «expulsión forzada masiva» y deportación de civiles, abuso en centros de detención, ataques deliberados en no combatientes, hospitales y ambulancias que impedían la ayuda humanitaria en las áreas afectadas. El Consejo repudió fuertemente las violaciones, incluyendo la limpieza étnica (siendo la primera resolución en hacerlo), exigiéndole a todos los beligerantes a cesar y a desistir de violar el derecho internacional. Asimismo, exigió que se le concediera acceso inmediato e incondicional a organizaciones internacionales, particularmente al Comité Internacional de la Cruz Roja, a campos, prisiones y centro de detención. 
La resolución 771 hizo un llamado a los Estados miembros y a las organizaciones internacionales a recolectar información referente a las violaciones del derecho internacional humanitario, a las Convenciones de Ginebra y a mantenerlas disponibles para el Consejo. Le pidió al secretario general Boutros Boutros-Ghali a comparar y a resumir la información en un reporte que también hiciera recomendaciones que pudieran ser una respuesta adecuada para la información.
Finalmente, actuando bajo el Capítulo VII de la Carta de las Naciones Unidas y por lo tanto haciéndolo legalmente ejecutable, el Consejo le demandó a todos los beligerantes y fuerzas militares presentes en Yugoslavia y Bosnia y Herzegovina que cumplieran con los términos de la resolución actual, o de lo contrario el Consejo consideraría tomar otras acciones. Una comisión de expertos fue establecida en la resolución 780 para evaluar toda la información obtenida.